# レウカディオス
レウカディオス（古希: Λευκάδιος, Leukadios）は、ギリシア神話の人物である。散逸した叙事詩『アルクメオーニス』によると、スパルタのイーカリオスと、リュガイオスの娘ポリュカステーの息子で、アリュゼウス、ペーネロペーと兄弟。地理学者ストラボーンによると、ヒッポコオーンによってスパルタから追放されたイーカリオスはその後も故郷に帰国せず、アカルナーニアーの地でポリュカステーと結婚した。生まれたレウカディオスは父や兄弟とともにアカルナーニアー地方の王となった。歴史家エポロスによるとレウカス島の名前はレウカディオスにちなむという。